# Игры полуострова Юго-Восточной Азии 1973
7-е Игры полуострова Юго-Восточной Азии прошли с 1 по 8 сентября 1973 года в Сингапуре. В них приняли участие спортсмены из 7 стран, которые соревновались в 16 видах спорта.

## Виды спорта
- Бадминтон
- Баскетбол
- Бокс
- Велоспорт
- Водные виды спорта
- Волейбол
- Дзюдо
- Лёгкая атлетика
- Настольный теннис
- Парусный спорт
- Сепактакрау
- Стрельба
- Теннис
- Тяжёлая атлетика
- Футбол
- Хоккей на траве

## Итоги Игр
| Место | Страна               | Золото | Серебро | Бронза | Всего |
| ----- | -------------------- | ------ | ------- | ------ | ----- |
| 1     | Таиланд              | 47     | 25      | 27     | 99    |
| 2     | Сингапур             | 45     | 50      | 45     | 140   |
| 3     | Малайзия             | 30     | 35      | 50     | 115   |
| 4     | Бирма                | 28     | 24      | 15     | 67    |
| 5     | Кхмерская Республика | 9      | 12      | 20     | 41    |
| 6     | Южный Вьетнам        | 2      | 13      | 10     | 25    |
| 7     | Лаос                 | 0      | 5       | 4      | 9     |